# Whistle (single)
Whistle is een nummer van de Amerikaanse rapper Flo Rida. Het is de derde single van zijn vierde studioalbum Wild Ones. Het nummer werd geproduceerd door DJ Frank E en David Glass.

## Tracklist

### Cd-maxi
1. Whistle
2. Wild Ones (Alex Guesta Remix)

## Hitnoteringen

### Nederlandse Top 40
| Hitnotering: 26-05-2012 t/m 22-09-2012 | Hitnotering: 26-05-2012 t/m 22-09-2012 | Hitnotering: 26-05-2012 t/m 22-09-2012 | Hitnotering: 26-05-2012 t/m 22-09-2012 | Hitnotering: 26-05-2012 t/m 22-09-2012 | Hitnotering: 26-05-2012 t/m 22-09-2012 | Hitnotering: 26-05-2012 t/m 22-09-2012 | Hitnotering: 26-05-2012 t/m 22-09-2012 | Hitnotering: 26-05-2012 t/m 22-09-2012 | Hitnotering: 26-05-2012 t/m 22-09-2012 | Hitnotering: 26-05-2012 t/m 22-09-2012 | Hitnotering: 26-05-2012 t/m 22-09-2012 | Hitnotering: 26-05-2012 t/m 22-09-2012 | Hitnotering: 26-05-2012 t/m 22-09-2012 | Hitnotering: 26-05-2012 t/m 22-09-2012 | Hitnotering: 26-05-2012 t/m 22-09-2012 | Hitnotering: 26-05-2012 t/m 22-09-2012 | Hitnotering: 26-05-2012 t/m 22-09-2012 | Hitnotering: 26-05-2012 t/m 22-09-2012 | Hitnotering: 26-05-2012 t/m 22-09-2012 |
| Week:                                  | 1                                      | 2                                      | 3                                      | 4                                      | 5                                      | 6                                      | 7                                      | 8                                      | 9                                      | 10                                     | 11                                     | 12                                     | 13                                     | 14                                     | 15                                     | 16                                     | 17                                     | 18                                     |                                        |
| -------------------------------------- | -------------------------------------- | -------------------------------------- | -------------------------------------- | -------------------------------------- | -------------------------------------- | -------------------------------------- | -------------------------------------- | -------------------------------------- | -------------------------------------- | -------------------------------------- | -------------------------------------- | -------------------------------------- | -------------------------------------- | -------------------------------------- | -------------------------------------- | -------------------------------------- | -------------------------------------- | -------------------------------------- | -------------------------------------- |
| Positie:                               | 14                                     | 3                                      | 4                                      | 5                                      | 5                                      | 6                                      | 8                                      | 8                                      | 7                                      | 7                                      | 9                                      | 9                                      | 8                                      | 12                                     | 14                                     | 26                                     | 30                                     | 35                                     | uit                                    |

### NederlandseSingle Top 100
| Hitnotering: 12-05-2012 t/m 20-10-2012 | Hitnotering: 12-05-2012 t/m 20-10-2012 | Hitnotering: 12-05-2012 t/m 20-10-2012 | Hitnotering: 12-05-2012 t/m 20-10-2012 | Hitnotering: 12-05-2012 t/m 20-10-2012 | Hitnotering: 12-05-2012 t/m 20-10-2012 | Hitnotering: 12-05-2012 t/m 20-10-2012 | Hitnotering: 12-05-2012 t/m 20-10-2012 | Hitnotering: 12-05-2012 t/m 20-10-2012 | Hitnotering: 12-05-2012 t/m 20-10-2012 | Hitnotering: 12-05-2012 t/m 20-10-2012 | Hitnotering: 12-05-2012 t/m 20-10-2012 | Hitnotering: 12-05-2012 t/m 20-10-2012 | Hitnotering: 12-05-2012 t/m 20-10-2012 | Hitnotering: 12-05-2012 t/m 20-10-2012 | Hitnotering: 12-05-2012 t/m 20-10-2012 | Hitnotering: 12-05-2012 t/m 20-10-2012 | Hitnotering: 12-05-2012 t/m 20-10-2012 | Hitnotering: 12-05-2012 t/m 20-10-2012 | Hitnotering: 12-05-2012 t/m 20-10-2012 | Hitnotering: 12-05-2012 t/m 20-10-2012 |
| Week:                                  | 1                                      | 2                                      | 3                                      | 4                                      | 5                                      | 6                                      | 7                                      | 8                                      | 9                                      | 10                                     | 11                                     | 12                                     | 13                                     | 14                                     | 15                                     | 16                                     | 17                                     | 18                                     | 19                                     | 20                                     |
| -------------------------------------- | -------------------------------------- | -------------------------------------- | -------------------------------------- | -------------------------------------- | -------------------------------------- | -------------------------------------- | -------------------------------------- | -------------------------------------- | -------------------------------------- | -------------------------------------- | -------------------------------------- | -------------------------------------- | -------------------------------------- | -------------------------------------- | -------------------------------------- | -------------------------------------- | -------------------------------------- | -------------------------------------- | -------------------------------------- | -------------------------------------- |
| Positie:                               | 92                                     | 12                                     | 5                                      | 8                                      | 10                                     | 12                                     | 8                                      | 10                                     | 10                                     | 12                                     | 13                                     | 18                                     | 19                                     | 23                                     | 30                                     | 33                                     | 44                                     | 47                                     | 49                                     | 61                                     |
| Week:                                  | 21                                     | 22                                     | 23                                     | 24                                     |                                        |                                        |                                        |                                        |                                        |                                        |                                        |                                        |                                        |                                        |                                        |                                        |                                        |                                        |                                        |                                        |
| Positie:                               | 60                                     | 70                                     | 75                                     | 89                                     | uit                                    |                                        |                                        |                                        |                                        |                                        |                                        |                                        |                                        |                                        |                                        |                                        |                                        |                                        |                                        |                                        |

### VlaamseUltratop 50
| Hitnotering: 02-06-2012 t/m 29-09-2012 | Hitnotering: 02-06-2012 t/m 29-09-2012 | Hitnotering: 02-06-2012 t/m 29-09-2012 | Hitnotering: 02-06-2012 t/m 29-09-2012 | Hitnotering: 02-06-2012 t/m 29-09-2012 | Hitnotering: 02-06-2012 t/m 29-09-2012 | Hitnotering: 02-06-2012 t/m 29-09-2012 | Hitnotering: 02-06-2012 t/m 29-09-2012 | Hitnotering: 02-06-2012 t/m 29-09-2012 | Hitnotering: 02-06-2012 t/m 29-09-2012 | Hitnotering: 02-06-2012 t/m 29-09-2012 | Hitnotering: 02-06-2012 t/m 29-09-2012 | Hitnotering: 02-06-2012 t/m 29-09-2012 | Hitnotering: 02-06-2012 t/m 29-09-2012 | Hitnotering: 02-06-2012 t/m 29-09-2012 | Hitnotering: 02-06-2012 t/m 29-09-2012 | Hitnotering: 02-06-2012 t/m 29-09-2012 | Hitnotering: 02-06-2012 t/m 29-09-2012 | Hitnotering: 02-06-2012 t/m 29-09-2012 | Hitnotering: 02-06-2012 t/m 29-09-2012 |
| Week:                                  | 1                                      | 2                                      | 3                                      | 4                                      | 5                                      | 6                                      | 7                                      | 8                                      | 9                                      | 10                                     | 11                                     | 12                                     | 13                                     | 14                                     | 15                                     | 16                                     | 17                                     | 18                                     |                                        |
| -------------------------------------- | -------------------------------------- | -------------------------------------- | -------------------------------------- | -------------------------------------- | -------------------------------------- | -------------------------------------- | -------------------------------------- | -------------------------------------- | -------------------------------------- | -------------------------------------- | -------------------------------------- | -------------------------------------- | -------------------------------------- | -------------------------------------- | -------------------------------------- | -------------------------------------- | -------------------------------------- | -------------------------------------- | -------------------------------------- |
| Positie:                               | 21                                     | 9                                      | 5                                      | 5                                      | 4                                      | 2                                      | 3                                      | 3                                      | 5                                      | 8                                      | 7                                      | 10                                     | 15                                     | 18                                     | 21                                     | 25                                     | 33                                     | 42                                     | uit                                    |